# غرقاب

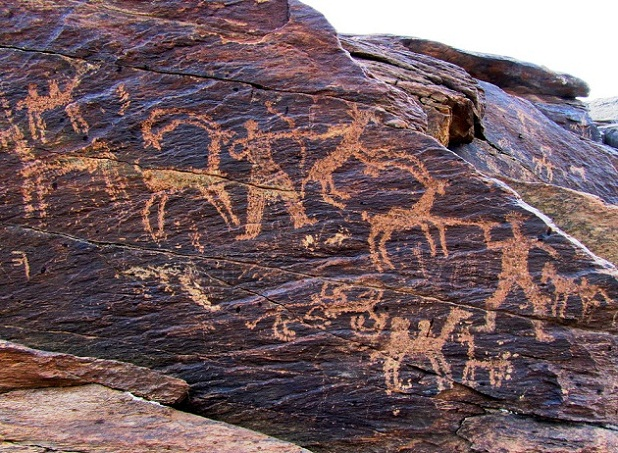
نمایی از سنگ‌نگاره‌های غرقاب در گلپایگان

غرقاب روستایی در بخش مرکزی شهرستان گلپایگان است. این منطقه مهمترین سنگ‌نگاره‌های جهان را در خود، جای داده است.
علاوه بر سنگ‌نگاره، این روستا شامل ۹ قلعه تاریخی، ۳ اثر ثبت ملی، ۲ کبوترخانه، حمام، صفویه و طبیعت بکر و دلنشین دارد.

## جمعیت
روستای غرقاب در دهستان کناررودخانه قرار دارد و بر اساس سرشماری عمومی نفوس و مسکن ۱۳۹۰ جمعیت آن ۲۹ نفر (در ۱۳ خانوار) است.